# Hiltonia
Hiltonia es un pueblo ubicado en el condado de Screven en el estado estadounidense de Georgia. En el censo de 2000, su población era de 421.

## Demografía
En el 2000 la renta per cápita promedia del hogar era de $14,464, y el ingreso promedio para una familia era de $16,667. El ingreso per cápita para la localidad era de $6,845. Los hombres tenían un ingreso per cápita de $18,125 contra $12,308 para las mujeres.

## Geografía
Hiltonia se encuentra ubicado en las coordenadas 32°52′56″N 81°39′34″O / 32.88222, -81.65944 (32.882243, -81.659512).
Según la Oficina del Censo, la localidad tiene un área total de 4,5 km² (1,7 mi²), de la cual 4,5 km² (1,7 mi²) es tierra y 0 km² (0 mi²) (0.00%) es agua.